# Роби, Жан-Батист
Жан-Батист Клод Роби (фр. Jean Baptiste Claude Robie; 1821, Брюссель—1910, Сен-Жиль, Бельгия) — бельгийский живописец, литератор.

## Биография
Родился в Брюсселе, был сыном кузнеца. С 1838 года обучался в Королевской Академии художеств Брюсселя под руководством Бальтазара-Франсуа Тассон-Снела и Жана-Батиста ван Эйкена.

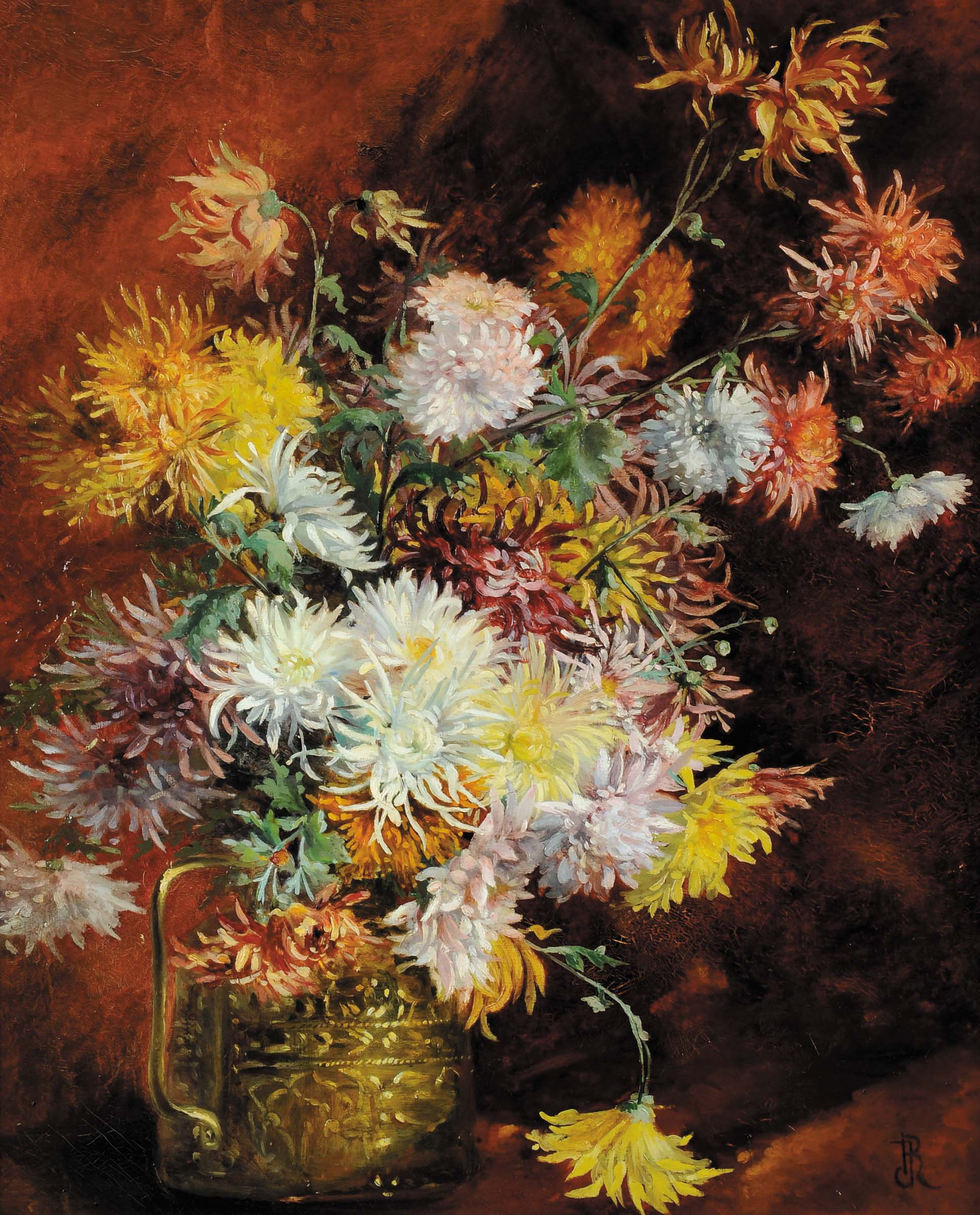
«Букет астр в вазе»

Впервые привлёк общественное внимание портретами Наполеона, однако известность ему принесли натюрморты.
Дебютировал в 1842 году на брюссельском Салоне. В 1848 году был награждён золотой медалью за  цветочный натюрморт. С этого момента художник активно участвовал в художественной жизни Брюсселя и являлся постоянным участником Салонов и выставок. Роби выставлялся в Брюссельском салоне с 1843 до 1875 год, получив ряд медалей. В 1848 году в его мастерской совершенствовал своё художественной мастерство Шарль де Гру — первый художник-социалист в Бельгии.
В 1863 году впервые показал свои полотна на Парижском Салоне, принял участие в выставке 1880 года во Дворце изящных искусств и продолжал выставляться в Антверпене и Генте (1885) перед Всемирной выставке в Париже.
В 1861 году Жан-Батист Роби был посвящён в рыцари.
В течение всей жизни Роби много путешествовал по Европе, посетил Италию, Испанию, Францию и Германию. Совершил ряд поездок по странам Ближнего Востока, впечатления о которых изложил в записках и создал цикл живописных картин. О своём длительном пребывании в Индии написал книгу  «Les Débuts d’un Peintre» (1886).

## Творчество

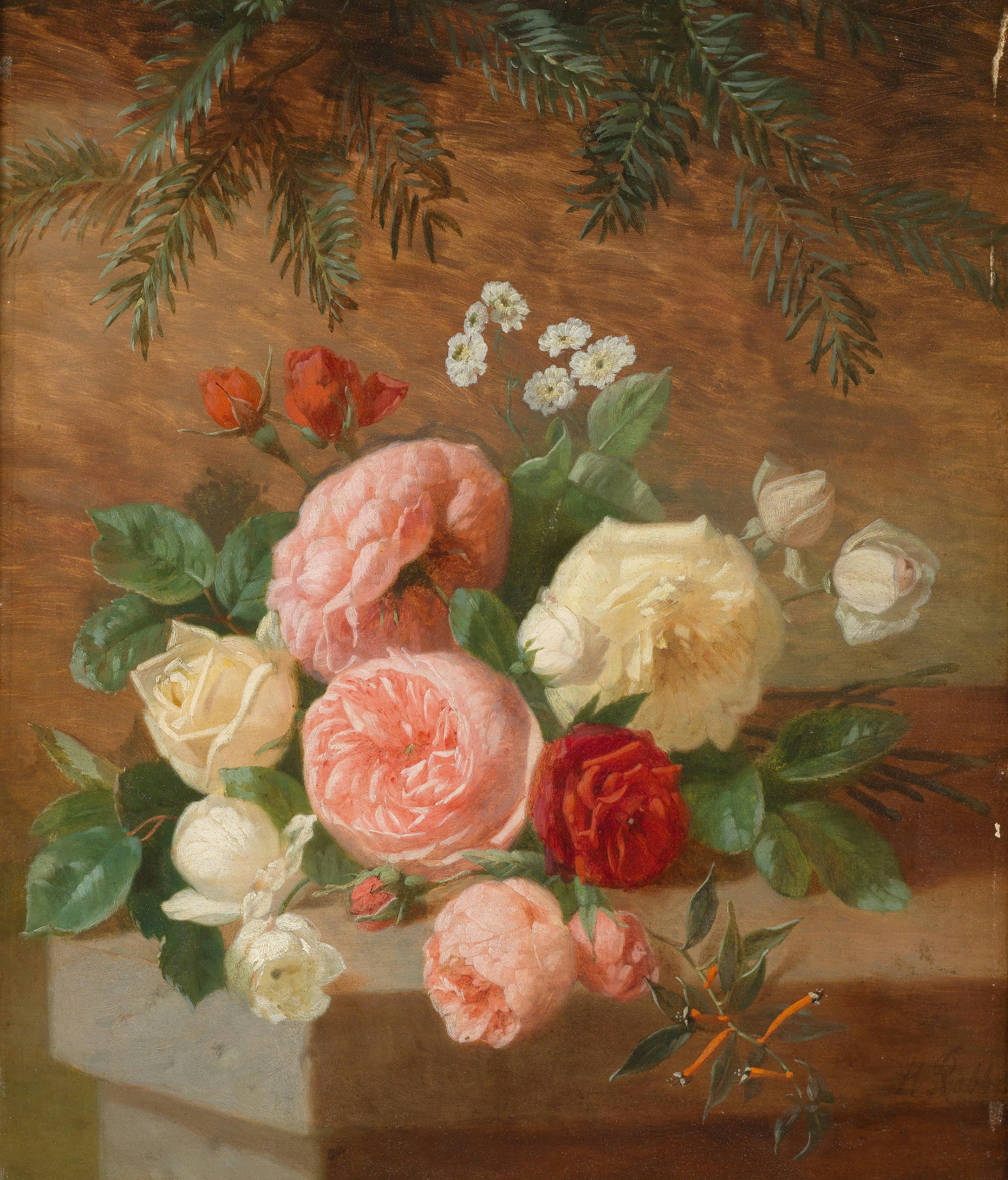
«Розы на каменном столе»

Мастер натюрморта, творчество которого можно разделить на два больших цикла:
1. натюрморт с пышным букетом, натюрморт с кубком и натюрморт с фруктами. Картины с плодами и цветами с необыкновенной законченностью в отношении рисунка и лепки и с большим блеском и свежестью колорита очень ценились любителями этого рода живописи, особенно во Франции, Англии и Америке.
2. ориентальная тематика — картины с изображениями Востока, включающие пейзажи, марины и многочисленные жанровые сцены, написанные по воспоминаниям художника о его поездках по Востоку.

Считается, что Роби сыграл ключевую роль в эволюции натюрморта, способствуя его развитию от романтизма к реализму. Его работы известны своим точным и глубоким использованием цвета, ясностью и особым вниманием к деталям. Натюрморты поражают значительным количеством деталей, не только основного объекта картины, но и  фона его композиций.
Картины художника находятся во многих музеях мира, в том числе в Брюсселе, Гента, Лилля, Гамбурга, Бостона, Миннеаполиса, Нью-Йорка, Сиднея, Флоренции и др.